# Srisaket Sor Rungvisai
Wisaksil Wangek (8 de diciembre de 1986, Sisaket, Tailandia) es un boxeador profesional tailandés. Es más conocido como Srisaket Sor Rungvisai y es dos veces campeón del peso súper mosca del WBC, habiendo ostentado el título desde 2017, y anteriormente de 2013 a 2014. Desde febrero de 2018, también ostenta los títulos de la revista The Ring y los títulos lineales súper mosca.
A partir de marzo de 2018, Sor Rungvisai está clasificado como el mejor súper mosca activo del mundo por la TBRB y BoxRec. También está clasificado como el quinto mejor boxeador libra por libra activo del mundo por BoxRec; y tercero por la TBRB.

## Carrera profesional
Firmó con Nakornloung Promotion, Tailandia como boxeador profesional en 2009. Dos años más tarde, Sor Rungvisai ganó el título súper mosca del Consejo Asiático de Boxeo del CMB y lo defendió 4 veces entre junio de 2011 y diciembre de 2012. Su actual promotor es Thainchai Pisitwuttinan de Nakornloung Promotion.

### Campeón del CMB de peso súper mosca
En una pelea intensa, Sor Rungvisai se convirtió en el nuevo campeón mundial de peso supermosca del CMB al noquear a Yota Sato en mayo de 2013 en Sisaket. Desde el comienzo de la pelea, Sor Rungvisai hostigó a Sato, quien intentó usar su jab para mantener a raya a Sor Rungvisai, pero este nunca cedió ante su presión. El final llegó en la ronda 8. Sor Rungvisai golpeó violentamente al campeón defensor con golpes de poder hasta que el árbitro italiano Guido Cavalleri detuvo la pelea después de 1:23, dando a Sor Rungvisai una victoria por TKO. "¡Qué pelea! Era una guerra entre dos luchadores honrados. Sato no quería perder. Cada ronda era una acción codo con codo hasta que Sor Rungvisai venció a Sato en el octavo", comentó el promotor Pisitwuttinan Thainchai.

### Sor Rungvisai vs. González
El CMB ordenó a González que hiciera su primera defensa contra Sor Rungvisai. La pelea estaba programada para la cartelera de Gennady Golovkin vs. Daniel Jacobs en marzo de 2017. En la noche de la pelea, Sor Rungvisai derribó a González con un golpe al cuerpo en la primera ronda. González regresó y ganó varias rondas, a pesar de dos cortes sobre sus ojos. Sor Runvisai perdió un punto debido a repetidos golpes a la cabeza. Según CompuBox, González superó a Sor Rungvisai 441 (de 1,014) a 284 (de 940) en general. González también tuvo una ventaja en los golpes de poder, 372 a 277. Sor Rungvisai terminó ganando una controvertida decisión por mayoría (113-113, 114-112, 114-112). Después de la pelea, González declaró: "Pensé que había ganado la pelea. Quiero una revancha inmediata. Quiero recuperar mi título". González ganó $500,000 en una bolsa alta de carrera, mientras que Rungvisai ganó $75,000.

### Sor Rungvisai vs. González II
En la noche de la pelea, frente a una multitud de 7.418 victoriosos, González sufrió su segunda derrota consecutiva en su carrera y no pudo recuperar el título del CMB, después de ser noqueado por Sor Rungvisai en el cuarto asalto de la revancha. El asalto de apertura comenzó con ambos boxeadores lanzando fuertes disparos. Sor Rungvisai comenzó a trabajar el cuerpo enseguida. En la ronda 4, González fue derribado de un golpe a la cabeza. González venció el conteo levantándose a las 7, pero con piernas inestables. Rungvisai luego terminó a González con un derechazo a la cabeza que lo puso boca abajo. El árbitro Tom Taylor no se molestó con un conteo, renunciando a la pelea a la 1:18 de la ronda. González fue llevado al hospital después de la pelea por precaución. Como la primera pelea, un cabezazo accidental ocurrió en la ronda 1. Cuando González se quejó y la multitud abucheó, el árbitro advirtió a Rungvisai.

### Sor Rungvisai vs. Estrada
Sor Rungvisai se enfrentó a Juan Francisco Estrada el 24 de febrero. Para Sor Rungvisai, la pelea sirvió como su segunda defensa en su segundo reinado. Entró en la pelea después de victorias consecutivas sobre Roman Gonzalez, y una racha de 17 victorias consecutivas, con 15 nocauts. Por otro lado, Estrada, ex campeón unificado de peso mosca, luchó en su primera pelea por el título mundial súper mosca. Sor Rungvisai derrotó al retador mexicano en doce asaltos en una decisión mayoritaria.

## Récord profesional
| 50 Ganadas (43 KOs), 6 Derrotas, 1 Empate |        |                         |      |              |            |                                                        |                                                                                               |
| Res.                                      | Record | Oponente                | Tipo | Rd., Tiempo  | Datos      | Localidad                                              | Notas                                                                                         |
| D                                         | 50–6–1 | Jesse Rodríguez         | TKO  | 8 (12), 1:50 | 2022-06-25 | Tech Port Arena, San Antonio, Texas                    | Por el título mundial de la WBC en la categoría mosca.                                        |
| G                                         | 50–5–1 | Kwanthai Sithmorseng    | RTD  | 3 (10), 3:00 | 2021-03-12 | Workpoint Studio, Bang Phun, Tailandia                 |                                                                                               |
| G                                         | 49–5–1 | Jomar Fajardo           | TKO  | 2 (8), 2:59  | 2020-10-03 | Workpoint Studio, Bang Phun, Tailandia                 |                                                                                               |
| G                                         | 48–5–1 | Amnat Ruenroeng         | UD   | 10           | 2020-08-01 | Workpoint Studio, Bang Phun, Tailandia                 |                                                                                               |
| D                                         | 47–5–1 | Juan Francisco Estrada  | UD   | 12           | 2019-04-26 | The Forum, Inglewood, California                       | Pierde el título mundial de la WBC y los títulos The Ring y lineal en el peso supermosca.     |
| G                                         | 47–4–1 | Iran Diaz               | UD   | 12           | 06-10-2018 | Impact Arena, Pak Kret, Tailandia                      | Defiende los títulos WBC, The Ring, y lineal supermosca                                       |
| G                                         | 46–4–1 | Young Gil Bae           | TKO  | 1 (10), 2:50 | 21-07-2018 | Workpoint Studio, Bang Phun, Tailandia                 |                                                                                               |
| G                                         | 45–4–1 | Juan Francisco Estrada  | MD   | 12           | 24-02-2018 | The Forum, Inglewood, California, U.S.                 | Retiene el título mundial WBC supermosca; Gana el título vacante The Ring y Lineal supermosca |
| G                                         | 44–4–1 | Román González          | KO   | 4 (12), 1:18 | 09-09-2017 | StubHub Center , Carson, California , U.S.             | Retiene el título mundial WBC supermosca                                                      |
| G                                         | 43–4–1 | Román González          | MD   | 12           | 18-03-2017 | Madison Square Garden, New York City, New York, U.S.   | Gana el título mundial vacante de la WBC supermosca                                           |
| G                                         | 42–4–1 | Oley Taladklangladsawai | TKO  | 4 (6)        | 15-12-2016 | Nonthaburi, Tailandia                                  |                                                                                               |
| G                                         | 41–4–1 | Suriya Maneephan        | TKO  | 4 (6)        | 31-08-2016 | Pathum Thani, Tailandia                                |                                                                                               |
| G                                         | 40–4–1 | Daetcharit Sitlekpet    | TKO  | 3 (6)        | 03-06-2016 | Pathum Thani, Tailandia                                |                                                                                               |
| G                                         | 39–4–1 | Ical Tobida             | TKO  | 6 (6), 1:29  | 08-04-2016 | Pathum Thani, Tailandia                                |                                                                                               |
| G                                         | 38–4–1 | Arega Yunian            | TKO  | 4 (6)        | 22-01-2016 | Ratchaburi, Tailandia                                  |                                                                                               |
| G                                         | 37–4–1 | Frans Damur Palue       | TKO  | 3 (6)        | 20-11-2015 | Pathum Thani, Tailandia                                |                                                                                               |
| G                                         | 36–4–1 | Hendrik Barongsay       | KO   | 2 (6)        | 18-08-2015 | Pathum Thani, Tailandia                                |                                                                                               |
| G                                         | 35–4–1 | Jack Amisa              | TKO  | 1 (6)        | 17-07-2015 | Pathum Thani, Tailandia                                |                                                                                               |
| G                                         | 34–4–1 | José Salgado            | TKO  | 4 (12), 1:53 | 28-05-2015 | Nakhon Ratchasima, Tailandia                           | Gana el título vacante WBC Silver supermosca                                                  |
| G                                         | 33–4–1 | Madit Sada              | KO   | 3 (6)        | 20-03-2015 | Bangkok, Tailandia                                     |                                                                                               |
| G                                         | 32–4–1 | Ardi Tefa               | TKO  | 3 (6)        | 23-01-2015 | Bangkok, Tailandia                                     |                                                                                               |
| G                                         | 31–4–1 | Jemmy Gobel             | TKO  | 2 (6), 2:27  | 19-12-2014 | Samut Prakan, Tailandia                                |                                                                                               |
| G                                         | 30–4–1 | Bobby Concepcion        | KO   | 3 (12), 0:48 | 28-11-2014 | Nonthaburi, Tailandia                                  | Retiene el título WBC–ABCO supermosca                                                         |
| G                                         | 29–4–1 | Boido Simanjuntak       | TKO  | 6 (6)        | 10-10-2014 | Ratchaburi, Tailandia                                  |                                                                                               |
| G                                         | 28–4–1 | Zoren Pama              | TD   | 7 (12)       | 19-09-2014 | Saraburi, Tailandia                                    | Gana el título vacante WBC–ABCO supermosca                                                    |
| D                                         | 27–4–1 | Carlos Cuadras          | TD   | 8 (12), 0:29 | 31-05-2014 | Sala de Armas Agustín Melgar, Ciudad de México, México | Pierde el título mundial WBC supermosca                                                       |
| G                                         | 27–3–1 | Chatri Sariphan         | TKO  | 4 (6)        | 08-04-2014 | Pathum Thani, Tailandia                                |                                                                                               |
| G                                         | 26–3–1 | Den Nattapol Gym        | KO   | 1 (6), 2:58  | 07-03-2014 | Bangkok, Tailandia                                     |                                                                                               |
| G                                         | 25–3–1 | Alexis Barateau         | KO   | 2 (6), 2:42  | 18-02-2014 | Bangkok, Tailandia                                     |                                                                                               |
| G                                         | 24–3–1 | Joel Kwong              | TKO  | 1 (6)        | 21-01-2014 | Pathum Thani, Tailandia                                |                                                                                               |
| G                                         | 23–3–1 | Hirofumi Mukai          | TKO  | 9 (12), 1:44 | 15-11-2013 | Nakhon Ratchasima, Tailandia                           | Retiene el título mundial WBC supermosca                                                      |
| G                                         | 22–3–1 | Petch Pitigym           | KO   | 2 (6)        | 08-10-2013 | Pathum Thani, Tailandia                                |                                                                                               |
| G                                         | 21–3–1 | Roque Lauro             | PTS  | 6            | 06-09-2013 | Bangkok, Tailandia                                     |                                                                                               |
| G                                         | 20–3–1 | Joan Imperial           | TKO  | 2 (6), 2:15  | 19-07-2013 | King Ramesuan Provincal Stadium, Lop Buri, Tailandia   |                                                                                               |
| G                                         | 19–3–1 | Yota Sato               | TKO  | 8 (12), 1:26 | 03-05-2013 | Khonmuangsri Stadium, Sisaket                          | Gana el título mundial WBC supermosca                                                         |
| G                                         | 18–3–1 | Den Sithsaithong        | KO   | 2 (6)        | 18-03-2013 | Bangkok, Tailandia                                     |                                                                                               |
| G                                         | 17–3–1 | Manot Comput            | TKO  | 1 (6), 1:18  | 28-01-2013 | Suphan Buri, Tailandia                                 |                                                                                               |
| G                                         | 16–3–1 | Alvin Bais              | KO   | 2 (12), 2:12 | 03-12-2012 | Bangkok, Tailandia                                     | Retiene el título WBC–ABCO supermosca                                                         |
| G                                         | 15–3–1 | Boy Tanto               | TKO  | 4 (6), 1:31  | 16-10-2012 | Pathum Thani, Tailandia                                |                                                                                               |
| G                                         | 14–3–1 | Lionel Mark Duran       | TKO  | 2 (12), 2:57 | 02-07-2012 | Minburi                                                | Retiene el título WBC–ABCO supermosca                                                         |
| G                                         | 13–3–1 | Wilber Andogan          | TKO  | 4 (12), 2:51 | 08-05-2012 | Nakhon Pathom                                          | Retiene el título WBC–ABCO supermosca                                                         |
| G                                         | 12–3–1 | Dondon Jimenea          | TD   | 4 (6)        | 17-01-2012 | Thesabarn Muang Ladluwong, Phra Pradaeng, Tailandia    |                                                                                               |
| G                                         | 11–3–1 | Yudi Arema              | KO   | 4 (12), 0:35 | 04-11-2011 | National Stadium Gymnasium, Bangkok, Tailandia         | Retiene el título WBC–ABCO supermosca                                                         |
| G                                         | 10–3–1 | Jeerasak Sithtanwalek   | KO   | 1 (6)        | 11-10-2011 | Pathum Thani, Tailandia                                |                                                                                               |
| G                                         | 9–3–1  | Yodpetchjing Por Kobkua | KO   | 1 (6)        | 19-08-2011 | Khonmuangsri Stadium, Sisaket, Tailandia               |                                                                                               |
| G                                         | 8–3–1  | Erick Diaz Siregar      | KO   | 5 (12), 2:22 | 14-06-2011 | Bangphonua, Pathum Thani, Tailandia                    | Gana el título vacante WBC–ABCO supermosca                                                    |
| G                                         | 7–3–1  | Khompetch Sithsamart    | TKO  | 2 (6)        | 12-04-2011 | Mai Khao Beach, Phuket, Tailandia                      |                                                                                               |
| G                                         | 6–3–1  | Monsawan Sor Singdech   | KO   | 3 (6), 1:37  | 03-03-2011 | Phra Samut Chedi, Tailandia                            |                                                                                               |
| G                                         | 5–3–1  | Takeshi Okamitsu        | KO   | 1 (6)        | 24-12-2010 | Rajabhat University, Sisaket, Tailandia                |                                                                                               |
| G                                         | 4–3–1  | Johan Wahyudi           | TKO  | 4 (6)        | 08-10-2010 | Muang Noi, Tailandia                                   |                                                                                               |
| G                                         | 3–3–1  | Ocean Sor Jittigym      | TKO  | 4 (6)        | 20-07-2010 | Thung Jeang Sport Stadium, Trang, Tailandia            |                                                                                               |
| G                                         | 2–3–1  | Sorasak Lor Laitha Gym  | TKO  | 2 (6)        | 23-04-2010 | Phayu, Tailandia                                       |                                                                                               |
| D                                         | 1–3–1  | Kenji Oba               | UD   | 10           | 07-02-2010 | Kyuden Kinen Gymnasium, Fukuoka, Japan                 |                                                                                               |
| G                                         | 1–2–1  | Prakaipetch Aunsawan    | TKO  | 3 (6)        | 16-11-2009 | Pamok School, Ang Thong, Tailandia                     |                                                                                               |
| E                                         | 0–2–1  | Sean Patavikorngym      | PTS  | 6            | 14-08-2009 | Ban Phai, Tailandia                                    |                                                                                               |
| D                                         | 0–2    | Yushin Yafuso           | KO   | 3 (6), 2:20  | 21-06-2009 | Diamond Hall, Okinawa                                  |                                                                                               |
| D                                         | 0–1    | Akira Yaegashi          | TKO  | 3 (8), 2:11  | 17-03-2009 | Korakuen Hall, Tokio                                   |                                                                                               |